# Eléonor Sana
Eléonor Sana (Sint-Lambrechts-Woluwe, 1  juli 1997) is een Belgische gymnaste, skiër en paralympiër.

## Biografie
Eléonor Sana is geboren met een retinoblastoom. Hierdoor is ze grotendeels blind. Voor ze uitkwam in het skiën deed Sana aan gymnastiek.

## Skiën

### Paralympische Winterspelen 2018
Eléonor Sana nam deel aan de Paralympische Winterspelen van 2018 in het Zuid-Koreaanse Pyeongchang. Hierbij won zij een bronzen medaille. Daarmee is Sana de eerste Belgische vrouw die een medaille behaalt op de Paralympische Winterspelen. Tevens is het de eerste Belgische medaille op de Paralympische Winterspelen sinds Willy Mercier op de Paralympische Spelen van 1994 in het Noorse Lillehammer.
Haar zus Chloé Sana was haar gids en voorskiër.
Naar aanleiding van hun bronzen medaille op deze Spelen, werden Eléonor en Chloe Sana op 7 mei 2018 in audiëntie ontvangen door koning Filip op het Koninklijk Paleis van Brussel.

### Prestaties
- 2017
  - World Para Alpine Skiing Championships  op de super-G en  op de afdaling.
- 2018
  - Paralympische Winterspelen 2018  op de afdaling in een tijd van 1.31,60.